# Kolosszális oszloprend

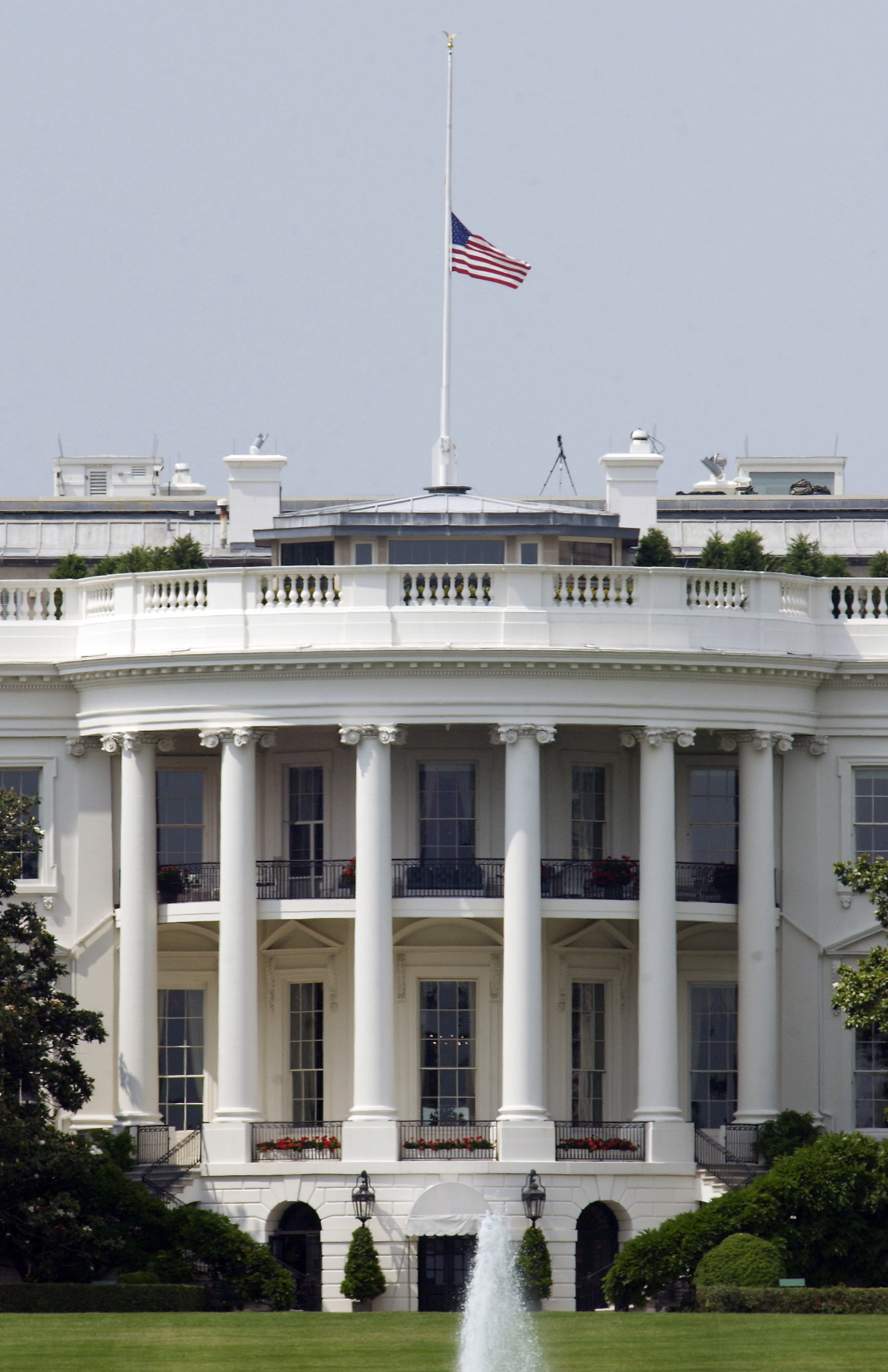
A washingtoni Fehér ház

A kolosszális oszloprend (más kifejezéssel: óriás oszloprend): két, vagy több szintet (emeletet) átfogó (fél)oszlopokat alkalmazó építészeti rendszer; a késő reneszánsz (manierista) időszaktól kezdve az építészeti homlokzat-architektúra alakítás előszeretettel alkalmazott eszköze.